# 조제프 루이 프루스트

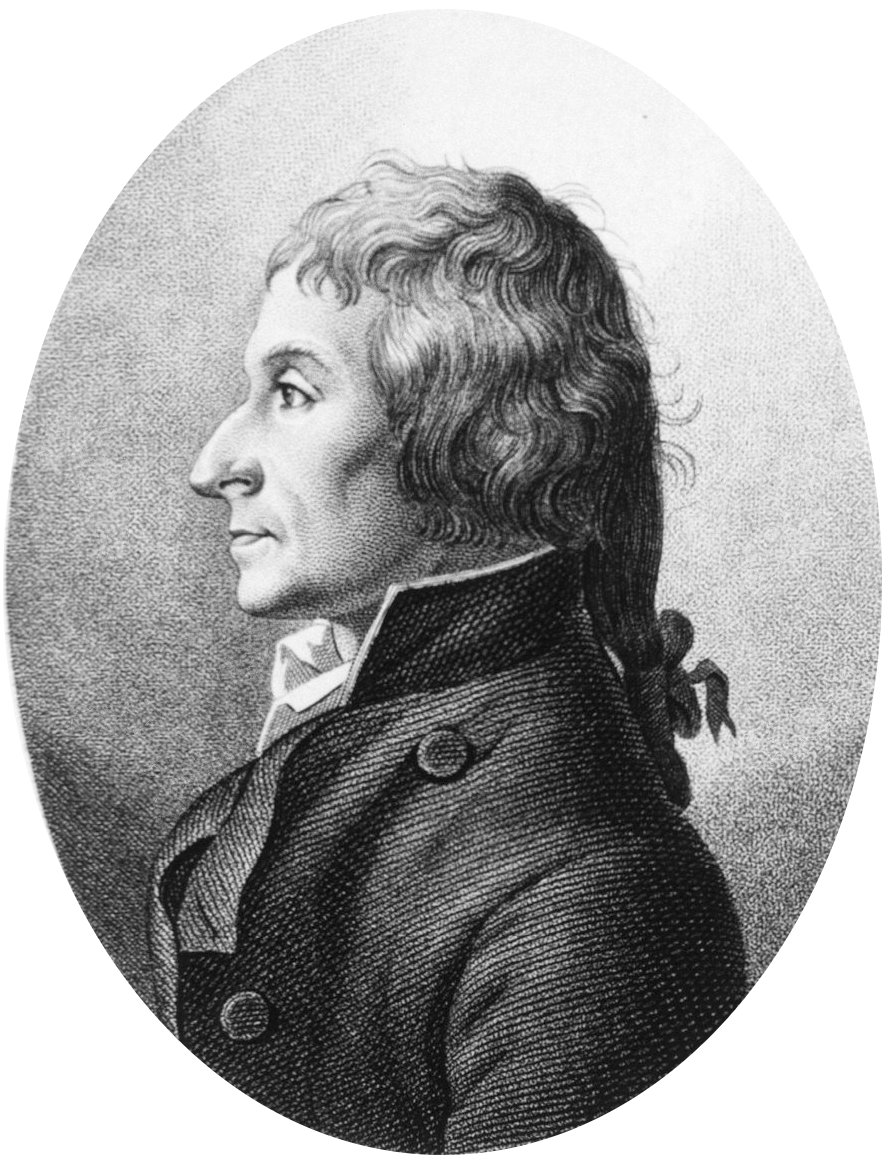
조제프 루이 프루스트

조제프 루이 프루스트(프랑스어: Joseph Louis Proust, 1754년 9월 26일 - 1826년 7월 5일)는 프랑스의 화학자이다. 2가지 화합물 사이에는 모든 중간적 단계가 가능하다고 하는 ‘베르톨레설’에 반대하고, 2가지 원소 사이에서 조성의 변화는 정비례한다는 사실을 증명하여 논쟁을 승리로 이끌었다. 결정 포도당의 정제, 만니톨 류신의 분리 등에 업적을 남겼다.

## 생애
조제프 루이 프루스트는 프랑스의 앙제에서 약제사의 아들로 태어났다. 그는 초등 교육을 받은 후 파리에서 약제사가 되었고, 1789년 에스파냐의 마드리드 왕립실험소 소장이 되었다. 2가지 화합물 사이에는 모든 중간적 단계가 가능하다고 하는 ‘베르톨레설’에 반대하고, 2가지 원소 사이에서 조성(組成)의 변화는 정비례한다는 사실을 증명함으로써 8년간에 걸친 논쟁을 승리로 이끌었다. 1808년 나폴레옹의 침공에 분노한 주민들에게 생활을 파괴당하여 귀국하였다. 그 후 나폴레옹의 초빙을 거절하고 은퇴하여 검소한 생활을 하였다. 1816년 프랑스아카데미 회원이 되었으며, 결정 포도당의 정제, 마니톨 류신(mannitol leucine)의 분리 등에 업적을 남겼다.